# Fade Like a Shadow
Fade Like a Shadow è il primo singolo estratto dal quarto album in studio, Tiger Suit, della cantante scozzese KT Tunstall.
Il singolo è stato pubblicato per il mercato statunitense, per il mercato britannico è stato scelto il brano (Still a) Weirdo.

## La canzone
La canzone è più ottimista rispetto a (Still a) Weirdo. La cantante ha scelto questo singolo per il mercato nordamericano perché pensava che la canzone fosse più adatta al pubblico degli Stati Uniti. La canzone parla di una persona che ha ossessionato KT per molti mesi. Ha raccontato a Music Remedy: "La persona in questione è ancora viva, ma la mia interazione con essa mi ha portato a scrivere la canzone".

## Accoglienza
Sara Anderson da AOL Music ha dichiarato che "il titolo del brano può sembrare triste, tuttavia, gli accordi che tracciano la progressione sono del tutto il contrario, sostenuto da accordi tastiera.".

## Video musicale
Il video è stato distribuito il 20 agosto 2010. È stato diretto da Paul Minor.

## Classifiche
| Classifica (2010) | Posizione massima |
| ----------------- | ----------------- |
| Giappone          | 11                |